# Miss Honduras

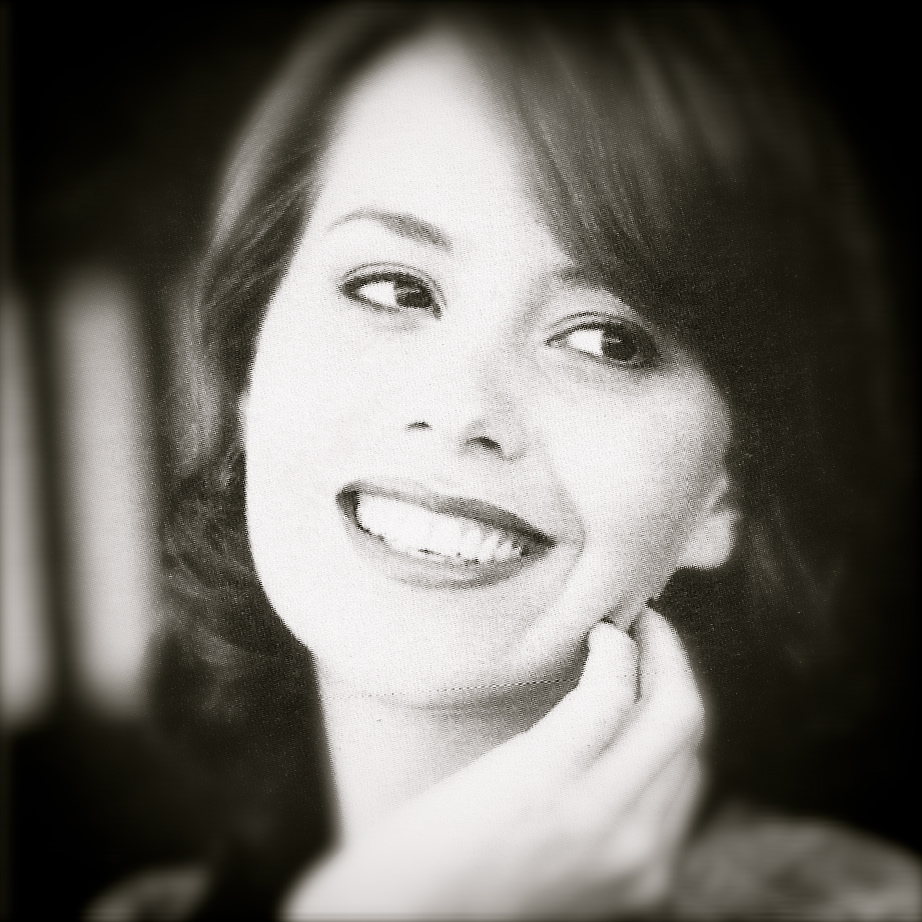
Tania Bruchmann Escorcia

Miss Honduras est un concours de beauté annuel tenu en Honduras.
Différentes jeunes femmes peuvent être représentantes du Honduras aux concours de Miss Univers, Miss Monde, Miss Terre et Miss international.

## Miss
| Année | Miss Univers                        | Miss Monde                          | Miss International                 | Miss Terre                              |
| ----- | ----------------------------------- | ----------------------------------- | ---------------------------------- | --------------------------------------- |
| 2025  | Alejandra Fuentes                   | Izza Sevilla                        | Irma Handal                        |                                         |
| 2024  | Stephanie Cam                       |                                     | April Tobie                        | Elizabeth Maldonado                     |
| 2023  | Zuheilyn Clemente                   | Yelsin Almendarez                   |                                    | Ariana Gomez                            |
| 2022  | Rebeca Rodríguez                    |                                     | Zully Paz                          |                                         |
| 2021  | Rose Meléndez                       | Dayana Bordas                       |                                    |                                         |
| 2020  | Cecilia Rossell                     |                                     |                                    | Mary Cruz Cardona                       |
| 2019  | Rosemary Arauz                      | Ana Grisel Romero                   | Ariana Bustillo                    | Rita Velasquez                          |
| 2018  | Vanessa Villars                     | Dayana Sabillón                     | Valeria Cardona                    | Diana Palma                             |
| 2017  | April Tobie                         | Celia Monterrosa                    | Vanessa Villars                    | Valeria Cardona                         |
| 2016  | Sirey Moran                         | Kerelyne Campigotti Webster         | Andrea Salinas                     |                                         |
| 2015  | Iroshka Elvir                       | Gabriela Salazar                    | Jennifer Valle                     | Nadia Morales                           |
| 2014  | Gabriela Ordoñez                    |                                     | Mónica Brocato                     |                                         |
| 2013  | Diana Schoutsen                     | Mónica Elwin                        |                                    |                                         |
| 2012  | Jennifer Denisse Andrade            | Jennifer Gissel Valle Morel         | Sherly Nicole Velasquez            | Odily Alvarenga                         |
| 2011  | Keylin Suzette Gomez Flores         | Bessy Beatriz Ochoa Lopez           | Stephany Pineda                    | Stephany Hernandez                      |
| 2010  | Kenia Melissa Martínez Sambulá      | Marilyn Elizabeth Medina Orellana   | Irlia Claribel Johnson Sacaza TBD  | Hylda Alessa Gamez Phillips TBD         |
| 2009  | Belgica Nathaly Suarez Gonzalez     | Blaise Allys Massey Alvarado        | Kenia Melissa Andrade              | Alejandra Maria Mendoza David           |
| 2008  | Diana Gabriela Barraza Miralda      | Gabriela Dennisse Zavala Irias      | ×                                  | Kenia Melissa Andrade                   |
| 2007  | Wendy Patricia Salgado Corea        | ×                                   | Margarita Valle                    | ×                                       |
| 2006  | ×                                   | ×                                   | Lissa Diana Viera Sáenz            | Lesly Gabriela Molina Kristoff          |
| 2005  | ×                                   | ×                                   | Ingrid Saudy Lopez Castillo        | Ruth Maria Arita Luna                   |
| 2004  | ×                                   | Kimberley McNab                     | ×                                  | Gabriela Dennisse Zavala Irias Top 8    |
| 2003  | ×                                   | ×                                   | ×                                  | Dania Patricia Prince Méndez Vincitrice |
| 2002  | Erika Lizbeth Ramírez               | ×                                   | ×                                  | Leslie Paredes Barahona                 |
| 2001  | Olenka Miroslava Fuschich           | ×                                   | ×                                  | ×                                       |
| 2000  | Flor de María García Ferrera        | Verónica Alejandra Rivera Castellon | Alba Marcela Rubí Castellón        | ↑                                       |
| 1999  | Daryella Sofia Guerrero Canizales   | Irma Waleska Quijada Henríquez      | ×                                  | ↑                                       |
| 1998  | Dania Patricia Prince Méndez        | ×                                   | Wendy Suyapa Rodríguez             | ↑                                       |
| 1997  | Joselina García Cobos               | Hansel Cristina Cáceres Teruel      | Jennifer Elizabeth Parson Campbell | ↑                                       |
| 1996  | Yazmín Rossana Fiallos Bosak        | ×                                   | ×                                  | ↑                                       |
| 1995  | ×                                   | ×                                   | Sayda Umaña López                  | ↑                                       |
| 1994  | Jem Haylock                         | ×                                   | ×                                  | ↑                                       |
| 1993  | Denia Reyes                         | Tania Bruchmann Escorcia            | Miriam Liseth Zapata Godoy         | ↑                                       |
| 1992  | Mónica Raquel Rápalo Martínez       | ×                                   | Francis Funes Padilla Top 15       | ↑                                       |
| 1991  | ×                                   | Arlene Rocío Rauscher Duarte        | Marly Karina Prudoth Guzmán        | ↑                                       |
| 1990  | Vivian Audely Moreno                | Claudia Bendaña McCausland          | Claudia Mercedes Caballero         | ↑                                       |
| 1989  | Frances Siryl                       | Belinda Bodden Alvarez              | Cynthia Zavala                     | ↑                                       |
| 1988  | Jacqueline Herrera Mejía            | Alina Díaz                          | Ericka Aguilera Garay              | ↑                                       |
| 1987  | Francia Tatiana Reyes Beselinoff    | Claudia Maria Paz Valladares        | Darlene Jacqueline Sikaffy Powery  | ↑                                       |
| 1986  | Sandra Natalie Navarrete Romero     | Nilcer Maria Viscovich Babien       | Francia Tatiana Reyes Beselinoff   | ↑                                       |
| 1985  | Diana Margarita García              | ×                                   | Waleska Zavala                     | ↑                                       |
| 1984  | Myrtice Elitha Hyde                 | Myrtice Elitha Hyde                 | Myrtice Elitha Hyde                | ↑                                       |
| 1983  | Ollie June Thompson Bodden          | Carmen Isabel Morales Ustariz       | Ileana Maritza López Turcios       | ↑                                       |
| 1982  | Eva Lissete Barahona Dheming        | Ana Lucia Rivera Castro             | Alba Luz Rogel                     | ↑                                       |
| 1981  | Leslie Nohemi Sabillón Dávila       | Xiomara Sikaffy Mena                | Gloria Patricia Durón Top 15       | ↑                                       |
| 1980  | Rosario Etelvina Raudales Velásquez | Rosario Etelvina Raudales Velásquez | Jennifer Bustillo                  | ↑                                       |
| 1979  | Gina Marie Weidner Cleaves          | Gina Maria Weidner Cleaves          | Lilian Anibeth Rivera              | ↑                                       |
| 1978  | Olimpia Velásquez Medina            | Maria Elena Bodadilla               | Lorena Irias Navas                 | ↑                                       |
| 1977  | Carolina Rosa Rauscher Sierra       | Maria Marlene Villela Franco        | Maria Marlene Villela Franco       | ↑                                       |
| 1976  | Victoria Alejandra Pineda Fortín    | Maribel Ileana Ayala Ramírez        | Victoria Ann Baker Top 15          | ↑                                       |
| 1975  | ×                                   | Etelinda Mejía Velásquez            | Ligia Yolanda Caballero Cárdenas   | ↑                                       |
| 1974  | Etelinda Mejía Velásquez            | Leslie Suez Ramírez                 | Rosario Elena Carvajal             | ↑                                       |
| 1973  | Nelly Suyapa González Mármol        | Belinda Handal                      | Rosa Edelinda López                | ↑                                       |
| 1972  | Doris Alicia Roca Pagán             | Doris Van Tuyl                      | ×                                  | ↑                                       |
| 1971  | Dunia Aracelly Ortega               | ×                                   | Doris Van Tuyl                     | ↑                                       |
| 1970  | Francis Irene Van Tuyl              | ×                                   | ×                                  | ↑                                       |
| 1969  | Viena Paredes Zelaya                | ×                                   | ×                                  | ↑                                       |
| 1968  | Nora Idalia Guillén                 | ×                                   | ×                                  | ↑                                       |
| 1967  | Denia Maria Alvafado Medina         | Alba Maria Bobadilla                | ×                                  | ↑                                       |
| 1966  | ×                                   | Danira Miralda Buines               | ↑                                  | ↑                                       |
| 1965  | ×                                   | Edda Inés Munguía                   | ×                                  | ↑                                       |
| 1964  | ×                                   | Araceli Cano                        | ×                                  | ↑                                       |
| 1963  | ×                                   | ×                                   | ×                                  | ↑                                       |
| 1962  | ×                                   | ×                                   | ×                                  | ↑                                       |
| 1961  | ×                                   | ×                                   | ×                                  | ↑                                       |
| 1960  | ×                                   | ×                                   | ×                                  | ↑                                       |
| 1959  | ×                                   | Rosemary Lefebre                    | ↑                                  | ↑                                       |
| 1958  | ×                                   | ×                                   | ↑                                  | ↑                                       |
| 1957  | ×                                   | ×                                   | ↑                                  | ↑                                       |
| 1956  | ×                                   | ×                                   | ↑                                  | ↑                                       |
| 1955  | Pastora Pagán Valenzuela Top 15     | Pastora Pagán Valenzuela            | ↑                                  | ↑                                       |
| 1954  | Lilliam Padilla                     | ×                                   | ↑                                  | ↑                                       |
| 1953  | ×                                   | ×                                   | ↑                                  | ↑                                       |
| 1952  | ×                                   | ×                                   | ↑                                  | ↑                                       |
| 1951  | ↑                                   | ×                                   | ↑                                  | ↑                                       |

Note : TBD signifie to be defined, soit « pas encore défini » et TBA signifie to be annonced, soit « pas encore annoncé ».